# André Rømer
André Ibsen Rømer (født 18. juli 1993) er en dansk fodboldspiller, der spiller for Randers FC i den danske Superliga. Rømer kan med sin fysik, hovedspil og overblik både bruges i det centrale forsvar og højre back samt på midtbanen.

## Klubkarriere
Rømer startede sin karriere i Køge Boldklub. Han skiftede i 2008 i en alder af 15 år til FC Midtjyllands akademi.

### FC Midtjylland
Han rykkede i sæsonen 2012/2013 op på FC Midtjyllands førsteholdstrup. I marts 2012 underskrev Rømer en fuldtidskontrakt på fem år med Midtjylland,
Den 18. marts 2013 fik han sin debut i en kamp som endte 1-1 imod Brøndby IF. Han fik sit gennembrud i slutningen af denne sæson, hvor han tog pladsen som højre back. Han spillede herfra syv kampe fra runde 20 til 33, hvoraf tre var som indskiftningsspiller. Han blev i sæsonen 2012-13 kåret til Årets Fund i FC Midtjylland.
Efter at have spillet 41 førsteholdskampe for FCM forlængede han i slutningen af oktober 2014 sin kontrakt frem til 2019.
Han skrev den 30. september 2016 under på en ny femårig kontrakt med FCM, således parterne havde papir på hinanden frem til sommeren 2021. Han fik dog herefter begrænset for spilletid for FCM, hvorfor han i sommertransfervinduet 2017 fik lov til at søge efter en ny klub. Det lykkedes dog ikke for Rømer og FCM at finde en ny klub, selvom blandt andet AGF blev meldt interesseret, hvorfor han også i efteråret 2017 spillede for FCM.

### Odense Boldkub
Den 4. januar 2018 blev det offentliggjort, at Rømer skiftede til Odense Boldklub, hvor han skrev under på en 3,5-årig kontrakt gældende frem til 30. juni 2021.
Han fik sin debut for OB den 16. februar 2018, da han startede inde og spillede alle 90 minutter i et 2-1-nederlag ude til FC Nordsjælland. Han spillede i sit halve år i Odense Boldklub 12 kampe ud af 16 mulige i Superligaen, men efter de første seks runder, hvor han havde startede inde fem gange, var alle syv efterfølgende optrædener i rollen som indskifter.

### Randers FC
Rømer skiftede den 19. juli 2018 til Randers FC, hvor han skrev under på en treårig kontrakt gældende frem til sommeren 2021. Det hurtige skifte væk fra Odense Boldklub blev blandt andet begrundet med manglende spilletid.
Han fik sin officielle debut for Randers FC i Superliga i 1. spillerunde af 2018-19-sæsonen, da han startede inde og spillede alle 90 minutter i en 1-1-udekamp mod AC Horsens.

## Personlige forhold
André Rømer er lillebror til Marcel Rømer, som også er fodboldspiller.